# Арминка Хелић
Арминка Хелић (Грачаница, 20. април 1968) је британска конзервативна политичарка из Босне и Херцеговине, која је радила као специјални саветник бившег секретара иностраних послова.
У време Дејвида Камерона, кандидована је за Дом лордова. Постала је доживотни пер и добила титулу баронеса Хелић од Милибанка у Вестминстеру, 18. септембра 2014. године

## Биографија
Арминка Хелић је рођена 20. априла 1968. године у Грачаници. Напустила је Босну и Херцеговину током рата и постала саветник конзервативаца за југословенски конфликт.

### Парламентарни рад
У мају 2016. године, Хелић је постала члан Комитета за међународне односе Дома лордова.